# افراسياب (مقاطعة ديواندرة)
افراسياب (بالفارسية: افراسیاب) هي قرية تقع في قسم حسين‌آباد الشمالي الريفي (مقاطعة ديواندرة) في إيران. يقدر عدد سكانها بـ 269 نسمة بحسب إحصاء 2016.